# Gouffre de Guillemore
Il Gouffre de Guillemore (pron. fr. AFI: [ɡufʁə də ɡijmɔʁ]; in töitschu, z’Gilljumuart) è un geosito del comune di Fontainemore, in Valle d'Aosta.

## Descrizione
Il torrente Lys attraversa il gouffre. Delle marmitte dei giganti sono presenti all'entrata.
La struttura è affine a quella di altre grotte valdostane, come il gouffre des Busserailles a Valtournenche, il gouffre de Ratus a Pontboset, le gouilles du Pourtset a Champorcher e le goye di Hône.

## Storia
Il gouffre de Guillemore ha rappresentato durante secoli un passaggio obbligato, in quanto punto di convergenza delle due mulattiere che risalivano la valle del Lys sui suoi due versanti.
Da un punto di vista antropologico, segna simbolicamente il confine linguistico tra le lingue germaniche e le lingue romanze, in quanto il comune di Issime, a monte, è di cultura walser.